# Averdunk (Adelsgeschlecht)

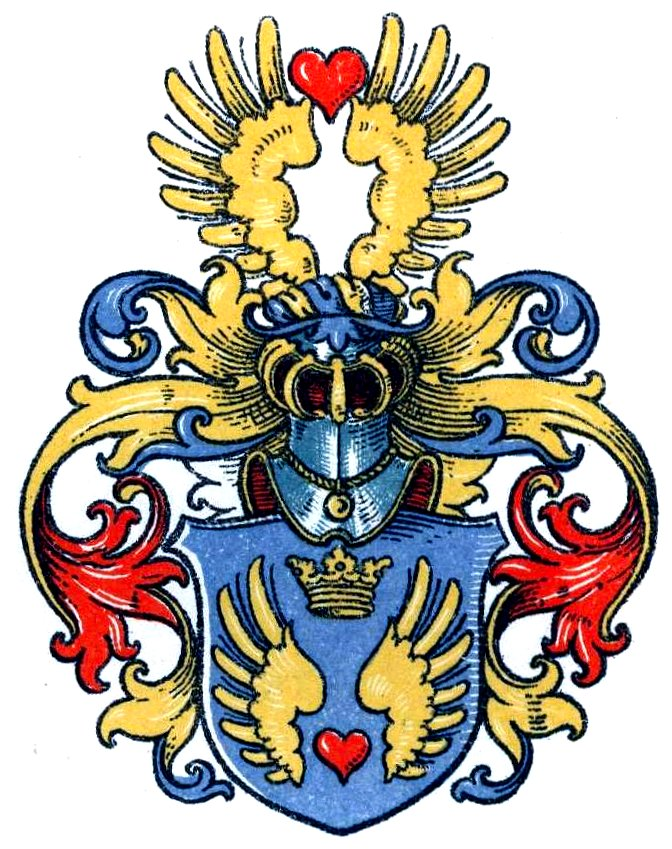
Wappen derer von Averdunk

Die Herren von Averdunk  waren ein westfälisches Adelsgeschlecht.

## Geschichte
Das Geschlecht kommt im Vest Recklinghausen vor. Es besaß Haus Schwarzmühle, ein landtagfähiges Rittergut mit Mühle (de swarte Möle) am Schwarzbach, einem Nebenfluss der Emscher, in Schalke, Gelsenkirchen. 1624 waren die von Averdunk zu Schwarzmühlen Vorsteher des katholischen Kirchspiels Gelsenkirchen. Die letzte Belehnung derer von Averdunk mit der Schwarzmühle erfolgte 1645. 1624 und 1666 erscheint ein Wilhelm Gebhardt von Averdunk zu Schwarzmühle, Rat des Gebhard Truchseß. 1682 wurde das Gut Schwarzmühle wegen der vielen Schulden vom Stift Essen an den Freiherrn von Vitinghoff gen. Schell verkauft. Das Geschlecht derer von Averdunk erlosch gegen 1700.
Ob der bei Fahne zum Jahr 1593 erscheinende kurfürstlich-kölnische Rat Thomas Averdunk und sein Sohn Johann Gisbert von Averdunk, Lizenziat, zum hier behandelten Geschlecht gehören, ist nicht sicher.

## Wappen
In Blau ein rotes Herz zwischen zwei goldenen Flügeln, zwischen denen oben eine goldene Krone schwebt. Auf dem Helm über einem blau-goldenen Wulst ein offener goldener Flug, dazwischen das rote Herz. Die Helmdecken in blau-rot-gold.